# Линч-Стонтон, Генри
Генри Джордж Линч-Стонтон (англ. Henry George Lynch-Staunton; 5 ноября 1873, остров Уайт — 15 ноября 1941, Берик-апон-Туид) — британский стрелок, призёр летних Олимпийских игр.
Линч-Стонтон принял участие в летних Олимпийских играх в Лондоне в двух дисциплинах. В стрельбе из пистолета он стал 3-м среди команд и 13-м среди отдельных спортсменов.